# Острва (округ)
Округ Острва (енгл. periferiakí enótita Nison) је округ у периферији Атика, који обухвата Саронска острва (највећи део округа), сасвим мали део крајње источног Пелопонеза и Китеру, као најјужније од Јонских острва. Управно средиште округа је град Пиреј, који подручно њему не припада.
Округ Острва је успостављен 2011. године поделом некадашње некадашње префектуре Пиреј, која је тада због величине подељена на два округа (други је округ Пиреј).

## Природне одлике
Округ Острва је изразито острвски округ, који има сасвим малу копнену границу са Округом Арголида на западу. Остатак су махом острва, веома раштркана дуж обала Атике и Пелопонеза.
Округ обухвата Саронска острва (која чине највећи део округа), сасвим мали део крајње источног Пелопонеза (Тројзинија) и Китеру, као најјужније од Јонских острва, као и још неколико малих острва у Егејском мору, која су физички близу Пелопонеза. Сви делови округа, било острвски или копнени, су брдовити и махом без високог растиња.
Клима у округу Острва је изразито средоземна.
Готово целокупан простор (изузев Китере) је у оквиру подручја Егејског мора. Док су Саламина и Егина у заливу (Саронски залив), остала острва су на отвореном мору. На острвима постоји стална оскудица пијаћом водом.

## Историја
У доба антике ова област била је значајна као део полиса Античке Атине. У каснијим епохама долази владавина Римљана, затим Византинаца и на крају Османлија. Месни Грци су били веома активни током Грчког устанка 1821. г, па је подручје постало део савремене Грчке. Последњих деценија са ширењем града Атине оближња острва Саламина и Егина су доживела буран развој. За разлику од овог дела округа од Атине даља острва су имала много спорији развој, али су последњих деценија захваљујући туризму забележила су брз развој.

## Становништво
По последњим проценама из 2001. године округ Острва је имао око 75.000 становника, од чега половина живи у оквиру "Велике Атине" (острво Саламина).
Етнички састав: Главно становништво округа су Грци, уз мањи број странаца.
Густина насељености је око 75 ст./км2, што је близу просека Грчке (око 80 ст./км2). Међутим, Атини најближе острво Саламина је веома густо насељено (преко 300 ст./км2), док су остала острва са густином углавном испод 50 ст./км2.

## Управна подела и насеља
Округ Острва се дели на 8 општина (број је ознака општине на карти):
1. Ангистри — 2
2. Егина — 3
3. Китера — 6
4. Порос — 9
5. Саламина — 10
6. Спецес — 11
7. Тројзинија — 12
8. Хидра — 13

Једино веће насеље (> 10.000 ст.) у округу је град Саламина.

## Привреда
Острво Саламина, као део "Велике Атине", има развијену привреду, нарочито лучке делатности. Сва острва су некада била окренута традиционалној пољоприведи (маслина, винова лоза) и поморству, али се данас све више окрећу туризму. Томе погодује и близина и добре везе са Атином, па је викенд-туризам њених становника веома важна привредна грана. Посебно се туризам развија на Хидри, Поросу и Спецесу.